# Рошу
Рошу је српска породица цинцарског порекла која од око 1800. године живи у Београду.

### Порекло
Породица Рошу је пореклом из Москопоља у данашњој Албанији.

### Константин Рошу
Константин Рошу, родоначелник београдске породице Константиновић-Рошу, односно Хаџи-Димитријевић, живео је у цинцарском граду Москопољу у данашњој Албанији. Након једног од разарања овог православног града, приликом напуштања града, изгубио му се син Димитрије.

### Хаџи-Димитрије Константиновић-Рошу (1780–1860)
Хаџи-Димитрије Константиновић Рошу (1780–1860) рођен је у Москопољу у Албанији око 1780. Након турско-албанског погрома Цинцара и једног у низу рушења Москопоља, бежећи, изгубио је своју породицу. Дошао је у Србију и настанио се у Београду. Презивао се по оцу Константину, а за право презиме Рошу (Црвени) сазнао је касније и званично га променио. Развио је посао у Београду, имао је радњу са 24 калфе, момака и радника (мануфактуру).
Као велики књаз Милошев пријатељ, прогнан је у Турску са још тринаест других цинцарских породица (Кутула, Антула, Загла, Капра, Гуша, Луча, Тоска...). Према породичном предању живот им је спасла Нула, друга жена господара Вучића. Као изгнаник из Београда одлази у Солун, из Солуна у Трст а одатле у Беч. У Бечу је његов портрет насликао Анастас Јовановић. По повратку Обреновића на власт 1858. вратио се у Београд, где је и умро 1860.
Прва жена умрла му је у Јерусалиму, где су били на хаџилуку. Друга жена била је Гркиња Калина Брандембуре из Сереза у данашњој Грчкој, рођака породице Герман, књаз Милошевих банкара и поверљивих агената. Имали су дванаесторо деце. Између осталих Јована и Јелену.

### Јован Хаџи-Димитријевић - Рошу
Јован Хаџи-Димитријевић - Рошу син је Хаџи-Димитрија Константиновића-Рошу.

### Димитрије Рошу
Димитрије Рошу био је шеф патријархове канцеларије (кабинета).

### Потомство Јелене Главинић рођ. Рошу
Јелена Главнић рођ. Рошу, кћерка Хаџи-Димитрија Константиновића-Рошу, била је удата за Димитија Главинића, велетрговца, извознича, народног посланика за Шабац. Њихов син је Константин Главинић.

#### Константин Коста Д. Главинић (1858–1939)
Константин Д. Главинић (1858–1939), министар правде, председник београдске општине и комесар народне банке, био је ожењен Даринком Јевтић, кћерком Томе Јевтића „Црног Томе“, трговца дуваном на велико (пре увођења државног монопола), београдског одборника. Његова радња била је на углу Кнез Михаилове и Краља Петра улице. Мајка Даринке Јевтић била је кћерка Андрије И. Поповића, фабриканта ликера. Коста Главинић и Даринка Главнић, рођ. Јевтић имали су сина Милана и кћерку Косару.

#### Др Милан К. Главинић (1891–1968)
Др Милан К. Главинић (1891–1968), народни посланик, урбаниста, архитекта. Његова жена била је Добрила Главинић-Кнез Милојковић (1900–1987), нису имали деце.

#### Поповићи
Косара, кћерка Косте Главинића, била је удата за генералштабни пуковника Жарка Поповића, начелника I обавештајног одељења Главног генералштаба. После рата живели су у Лондону.

#### Генералшт. пуковник Жарко Поповић (1896–1989)
Супруг Косаре, кћерке Косте Главинића је генералшабни пуковник Жарко (Ристе) Поповић (Модрича, 1896. — Лондон, 1989), начелник I обавештајног одељења Главног генералштаба Војске Краљевине Југославије. Поповић је био је питомац Кадетског корпуса у Одеси (1906-1913), Артиљеријског училишта у Петрограду (1913-1914), а завршио је и Вишу ратну школу у Паризу (1921-1923). У српску војску ступио је као добровољац 1914. године. Рањаван и на Церу и на Горничеву. После рата био је члан Делегације Владе и ВК у Софији, потом Војне мисије (1919-1920), после Париза командује батеријом у Дунавској бригади, а од 25. Х 1924 стално је у Генералштабу. Био је ордонанс Краља од 24. XI 1927. до 22. II 1931. Поред те редовне дужности био је в.д. начелника штаба Дунавске дивизијске области и наставник у Интендантској академији и на Вишој школи Војне академије(1930-1931); начелник штаба Зетске дивизијске области од 6. И 1931 до 28. XII 1932; војни изасланик у Риму од 28. XII 1932 до 14. IV 1935; начелник штаба Потиске дивизијске обл. у Суботици до 15. X 1936; од 26. X 1936 био је шеф X одсека Обавештајног одељења, а од 1. III 1940 начелник I одељења; од 21. VIII1940 војни аташе у Москви. После Каирске афере 1942. прешао је као пуковник у британску војску. Учествовао је на страни Британаца у акцијама против Мау Мау покрета у Кенији. После је радио за ОУН – УНИЦЕФ у Женеви и био представник у Уганди средином 1960-их. У чин пуковника унапређен је 1936.

### Породичне куће и имања
Кућа Хаџи-Димитрија Константиновића-Рошу налазила се на месту где се данас налази Народна банка Србије у улици краља Петра. Кад су копани темељи за банку нађен је део мраморног бунара у који је претакан зејтин, као и један закопани ћуп са новцем.

### Занимљивости
Породица веома побожна „кућа пуна кандила, икона а себи је са хаџилука донео покров и свеће“. Један од потомака је монахиња.
Један од потомака као поручник учествовао у одбрани Београда 1915. под командом мајора Драгутина Гавриловића, оставио је опис последње одбране.
Ђрђе (Стевана Себастијана) Рошу рехабилитован је одлуком Окружног суда у Београду од 27.03.2008. године.

### Сродство
Рошу су били у сродству са Германима и др.